# Маркус Роден
Маркус Роден (швед. Marcus Rohdén, нар. 11 травня 1991, Вернамо) — шведський футболіст, півзахисник турецького «Фатіх Карагюмрюк» і національної збірної Швеції.

## Клубна кар'єра
Народився 11 травня 1991 року в місті Вернамо. Розпочав займатись футболом в клубі «Хессна» і в 16 років перебрався в «Ельфсборг». У грудні 2011 року, після повернення з оренди в клубі третього дивізіону «Скевде», він підписав повноцінний дорослий контракт з «Ельфсборгом» терміном на п'ять років. Свій перший гол гравець забив у ворота «Геккена» 26 серпня 2012 року. У своєму дебютному сезоні за «Ельфсборг» зіграв 22 матчі у чемпіонаті і став з командою чемпіоном Швеції, а у 2014 році виграв національний кубок. Загалом відіграв за команду з Буроса чотири з половиною сезони своєї ігрової кар'єри, зігравши 120 ігор. Більшість часу, проведеного у складі «Ельфсборга», був основним гравцем команди.
3 серпня 2016 року Роден вирішив переїхати за кордон і підписав контракт з новачком італійської Серії А «Кротоні». Протягом двох перших сезоні відіграв за кротонську команду 60 матчів у Серії A, після чого ще протягом сезону, що лишався до завершення його контракту, захищав її кольори в італійському другому дивізіоні.
13 серпня 2019 року на правах вільного агента уклав трирічну угоди з іншим представником Серії B, «Фрозіноне». Згодом контракт подовжувався, і загалом за цю команду швед відіграв чотири сезони, взявши участь у понад 100 іграх другого італійського дивізіону. В сезоні 2022/23 допоміг команді здобути підвищення в класі до Серії A.
Проте в елітному дивізіоні за «Фрозіноне» так і не дебютував, перейшовши у липні 2023 року до турецького «Фатіх Карагюмрюк».

## Виступи за збірні
2008 року залучався до складу юнацької збірної Швеції, взяв участь у 3 іграх на юнацькому рівні.
10 вересня 2012 року в грі проти молодіжної збірної України зіграв свій єдиний матч у формі молодіжної збірної Швеції. Він замінив свого товариша по «Ельфсборгу» Нікласа Хульта і допоміг «тре крунур» виграти 2:1 та вийти в плей-оф кваліфікації на молодіжний чемпіонат Європи 2013 року.
15 січня 2015 року дебютував в офіційних матчах у складі національної збірної Швеції в товариській грі проти Кот-д'Івуару. На 87-й хвилині цього матчу він забив дебютний гол за збірну.
У складі збірної був учасником чемпіонату світу 2018 року у Росії, в іграх якого, утім, на поле не виходив.
| Дата       | Місто     | Господарі | Результат | Гості         | Турнір                               | Голи | Примітки |
| ---------- | --------- | --------- | --------- | ------------- | ------------------------------------ | ---- | -------- |
| 15-1-2015  | Абу-Дабі  | Швеція    | 2 – 0     | Кот-д'Івуар   | товариський матч                     | 1    |          |
| 19-1-2015  | Абу-Дабі  | Швеція    | 0 – 1     | Фінляндія     | товариський матч                     | -    |          |
| 31-3-2015  | Стокгольм | Швеція    | 3 – 1     | Іран          | товариський матч                     | -    | 90'      |
| 6-1-2016   | Абу-Дабі  | Швеція    | 1 – 1     | Естонія       | товариський матч                     | -    | 46'      |
| 10-1-2016  | Абу-Дабі  | Швеція    | 3 – 0     | Фінляндія     | товариський матч                     | -    |          |
| 30-5-2016  | Мальме    | Швеція    | 0 – 0     | Словенія      | товариський матч                     | -    | 71'      |
| 6-9-2016   | Стокгольм | Швеція    | 1 – 1     | Нідерланди    | Відбір до ЧС 2018                    | -    | 76'      |
| 15-11-2016 | Будапешт  | Угорщина  | 0 – 2     | Швеція        | товариський матч                     | -    | 19'      |
| 13-6-2017  | Осло      | Норвегія  | 1 – 1     | Швеція        | товариський матч                     | -    | 69'      |
| 13-11-2017 | Мілан     | Італія    | 0 – 0     | Швеція        | Відбір до ЧС 2018                    | -    | 71'      |
| 2-6-2018   | Стокгольм | Швеція    | 0 – 0     | Данія         | товариський матч                     | -    | 65'      |
| 9-6-2018   | Гетеборг  | Швеція    | 0 – 0     | Перу          | товариський матч                     | -    | 85'      |
| 6-9-2018   | Прага     | Австрія   | 2 – 0     | Швеція        | товариський матч                     | -    |          |
| 10-9-2018  | Стокгольм | Швеція    | 2 – 3     | Туреччина     | Ліга націй УЄФА 2018-2019 - 1-й етап | -    | 71'      |
| 16-10-2018 | Стокгольм | Швеція    | 1 – 1     | Словаччина    | товариський матч                     | -    | 82'      |
| 16-11-2022 | Стокгольм | Мексика   | 1 – 2     | Швеція        | товариський матч                     | 1    | 83'      |
| 19-11-2022 | Мальме    | Швеція    | 2 – 0     | Алжир         | товариський матч                     | -    | 75'      |
| 16-6-2023  | Стокгольм | Швеція    | 4 – 1     | Нова Зеландія | товариський матч                     | -    |          |
| Усього     |           | Матчів    | 18        |               | Голів                                | 2    |          |

## Титули і досягнення
- Чемпіон Швеції (1):

«Ельфсборг»: 2012
- Володар Кубка Швеції (1):

«Ельфсборг»: 2013-14
- Володар Кубка Кіпру (1):

АЕК: 2024-25